# ماروآنت‌سترا (بخش)
ماروآنت‌سترا (به لاتین: Maroantsetra) یک بخش‌های ماداگاسکار در ماداگاسکار است که در آنالانجیروفو واقع شده‌است.